# Lasiocercis ziczac
Lasiocercis ziczac là một loài bọ cánh cứng trong họ Cerambycidae.